# Ubisoft Connect
Ubisoft Connect (ранее Uplay) — сервис цифрового распространения компьютерных игр, DRM, сетевой игры и общения, созданный компанией Ubisoft. Поддерживает систему достижений, используемую в других подобных сервисах.
Сервис работает на нескольких игровых платформах и используется приемущественно для дистрибуции собственных игр Ubisoft Entertainment. Игры по лицензии, хоть и могут продаваться через цифровой магазин Ubisoft, как правило, не используют платформу Ubisoft Connect.

## История
Впервые система под названием Uplay была представлена вместе с выпуском Assassin’s Creed II 17 ноября 2009 года.
Клиент Uplay появился только 3 июля 2012 года, заменив Ubisoft Game Launcher. Рабочий клиент предлагал награды и ссылку на профиль игроков. Клиент был похож на Steam и Origin, где пользователи могли купить и запустить игру.
В 29 октября 2020 года сервисы Uplay и Ubisoft Club объединились в Ubisoft Connect. Появилась новая система лояльности: за выполнение различных заданий игроки могут повышать уровень учётной записи и получать очки Units. Заработанное можно потратить на покупку внутриигровых предметов. Также введено сохранение прогресса на всех устройствах, где выполнен вход в Ubisoft Connect.

## Особенности
Для доступа к клиенту необходима единая учётная запись Uplay, которую можно использовать на разных платформах (игровые приставки, PC и мобильные устройства), а также для доступа к онлайн-сайтам и форумам Ubisoft. Если клиенты уже имеют учётную запись Uplay, они могут использовать свои существующие учётные данные для входа в клиент Uplay. В противном случае им будет предложено создать новую учётную запись при первом подключении к сервису.
Ubisoft Connect позволяет игрокам общаться с другими геймерами и получать вознаграждения за очки, выдаваемые за выполнение определённых Испытаний в играх Ubisoft. Генеральный директор Ubisoft Ив Гиймо охарактеризовал это так: «Чем больше вы играете, тем больше можете получить».
В каждой игре с поддержкой Ubisoft Connect есть несколько особенных испытаний, за выполнение которых игроку начисляются очки опыта. У учётной записи Ubisoft есть уровень, который можно повысить проходя испытания и зарабатывая Ubisoft Connect XP. При достижении нового уровня в Ubisoft Connect игрок зарабатывает очки Units, которые можно потратить на внутриигровые награды.
Приложение Ubisoft Connect на компьютерах Windows также служит витриной магазина и инструментом управления цифровыми загрузками. Игроки могут покупать игры Ubisoft через его магазин, а также управлять загрузками и обновлениями игр.
На E3 2019 Ubisoft представила подписочный сервис Ubisoft+ (первоначально — Uplay+), предоставляющий полный доступ к библиотеке игр Ubisoft за абонентскую плату.

## Критика
Ранние версии Uplay были восприняты игроками крайне негативно. Первые игры с поддержкой Uplay требовали постоянного подключения к интернету в качестве средства защиты от нелегального копирования. Если во время игры терялась связь с серверами Ubisoft, это приводило к остановке игры, загрузке последнего сохранения или откату игрового процесса к последней контрольной точке в зависимости от конкретной игры. Проблема стала особо явной, когда серверы Ubisoft подверглись DDoS-атаке в начале марта 2010 года, в результате чего игры Ubisoft были недоступны в течение нескольких дней.
В конце 2010 года требование активного интернет-подключения было убрано из игр с поддержкой Uplay и заменено на единичную проверку соединения при запуске игры, однако в некоторых играх требование постоянного подключения оставалось, например в Driver: San Francisco (2011) и From Dust (2011).
Даже в таком варианте технические проблемы серверов Ubisoft не позволяли нормально запускать игры, как это произошло, например с Far Cry 3 во время её релиза.
Отдельной опосредованной критики Ubisoft Connect получил из-за политики компании Ubisoft в 2014 году, начавшей распространять свои игры на ПК эксклюзивно на своей платформе.
В июле 2012 года Тавис Орманди, инженер по информационной безопасности в Google, заявил, что Uplay DRM фактически является руткитом и представляет серьёзную угрозу безопасности. Программное обеспечение устанавливает плагин для браузера, который мог быть использован для предоставления неавторизованного доступа к системе. Орманди написал проверочный код для эксплойта. Предполагается, что эксплойт был исправлен в версии 2.0.4, выпущенной 30 июля 2012 года.